# Lombarda
Lombarda (fl....primera meitat del s. XIII) fou una trobairitz occitana.

## Vida
En el cançoner H es conserva una vida-razó que explica l'intercanvi de cobles entre Na Lombarda i Bernart Arnaut d'Armanyac, cobles que van inserides en el mateix text; la razó va acompanyada d'una miniatura que retrata la trobairitz. La cobla atribuïda a Lombarda és l'única peça que ens ha pervingut d'aquesta trobairitz, així com la peça atribuïda a Bernart és l'única que es conserva d'ell.
La vida i razó explica que Lombarda era una dama de Tolosa, bella i gentil, que sabia molt de trobar i que feia bellas coblas et amorosas. El text continua explicant que Bernart Arnaut anà a Tolosa per la veser ('per veure-la') després d'haver sentit parlar d'ella i que li feu la cort i fou un amic seu. Però un dia li envià aquesta cobla (que es reprodueix en el text) i se'n va anar a la seva terra. Na Lombarda se sorprengué molt de l'actitud de Bernart i li envià una cobla en resposta (que es reprodueix també).
No es tenen dades documentals sobre el personatge de Lombarda. Malgrat el nom, no cal pensar necessàriament que fos d'origen llombard.
És interessant notar que la vida se centra en la persona de la trobairitz i no pas en el seu interlocutor masculí. En la cobla, Lombarda reprèn el joc de mots que havia iniciat Bernart (que comença "Voldria ser llombard per na Lombarda") i el retret que triga massa a concedir-li el seu favor amb un rebuig: Nom volgr'aver per Bernard Na Bernarda / e per N'Arnaut N'Arnauda estre apellada ("No voldria ser anomenada Bernarda per Bernart, ni Arnauda per Arnaut"). En la resta de la cobla, reprèn l'al·lusió al mirall que havia fet Bernart en la seva, i fa una sèrie de jocs de paraules, propi del trobar ric, amb mots amb l'arrel cor (desacorda, recorda, acorda, cor), cosa que fa el text relativament obscur.

## Obra
- (288,1)[2] [N]o m volgr' aver per Berna[t] Na Berna[d]a (cobla en resposta a Bernart Arnaut).

### Repertoris
- Alfred Pillet / Henry Carstens, Bibliographie der Troubadours von Dr. Alfred Pillet […] ergänzt, weitergeführt und herausgegeben von Dr. Henry Carstens. Halle: Niemeyer, 1933 [Lombarda és el número PC 288].
- Guido Favati (editor), Le biografie trovadoriche, testi provenzali dei secc. XIII e XIV, Bologna, Palmaverde, 1961, pàg. 298.
- Martí de Riquer, Vidas y retratos de trovadores. Textos y miniaturas del siglo XIII, Barcelona, Círculo de Lectores, 1995, pàg. 217-219 [Reproducció de la vida-razó, amb traducció a l'espanyol i miniatura del cançoner H].